# Moréac
Moréac är en kommun i departementet Morbihan i regionen Bretagne i nordvästra Frankrike. Kommunen ligger i kantonen Locminé som tillhör arrondissementet Pontivy. År 2022 hade Moréac 3 692 invånare.

## Befolkningsutveckling
Antalet invånare i kommunen Moréac
| Referens: INSEE |